# 孙伏伽
孫伏伽（6世纪—658年），贝州武城县（今河北省衡水市故城县）人，隋末唐初人物。
史书没有记载孙伏伽的生年。隋朝末年，孙伏伽以大理寺史補萬年縣（在今陕西省西安市境）法曹。後降唐。武德四年（622年），進士第一名，他是中國乃至东亚科舉史上的第一位狀元。歷任御史、諫議大夫、大理寺卿、陝州刺史等，任主簿時曾諫阻唐太宗打獵，幾死，升諫議大夫，高宗顯慶三年（658年）卒。